# Campeonato Metropolitano 1978 (Argentina)
El denominado Torneo Metropolitano 1978 fue el sexagésimo primero de la era profesional y el primero de los dos disputados ese año organizados por la AFA, en la 48.ª temporada del fútbol profesional en la Primera División de Argentina. Comenzó el 3 de marzo y finalizó el 29 de octubre, con un paréntesis entre el 21 de mayo y el 2 de julio, por la disputa de la Copa Mundial de la FIFA 1978. Se jugó en dos ruedas de todos contra todos. 
Fue campeón el Quilmes Atlético Club, en lo que constituyó su segunda y última consagración en el fútbol argentino, aunque debió esperar hasta la última fecha, en la que derrotó al Club Atlético Rosario Central, como visitante. Clasificó de esta manera a la Copa Libertadores 1979, junto con el ganador del siguiente Torneo Nacional.
La campaña comenzó con la dupla técnica Oscar López-Oscar Cavallero, que dirigió los primeros nueve partidos. Luego asumió José Yudica, quien condujo al equipo en los 31 encuentros restantes y lo devolvió a lo más alto del fútbol argentino.
Por otra parte, descendieron a Primera B los dos equipos ubicados en los últimos lugares de la tabla, y clasificaron al Nacional todos los demás participantes.

## Ascensos y descensos
| Pos | Equipo ascendido |
| --- | ---------------- |
| 1.º | Estudiantes (BA) |

| Pos  | Equipos descendidos en la temporada 1977 |
| ---- | ---------------------------------------- |
| 21.º | Lanús                                    |
| 22.º | Temperley                                |
| 23.º | Ferro Carril Oeste                       |

De esta manera, los equipos participantes disminuyeron a 21.

## Equipos
| Equipo             | Ciudad        |
| ------------------ | ------------- |
| All Boys           | Buenos Aires  |
| Argentinos Juniors | Buenos Aires  |
| Atlanta            | Buenos Aires  |
| Banfield           | Banfield      |
| Boca Juniors       | Buenos Aires  |
| Chacarita Juniors  | Villa Maipú   |
| Colón              | Santa Fe      |
| Estudiantes (BA)   | Caseros       |
| Estudiantes (LP)   | La Plata      |
| Gimnasia y Esgrima | La Plata      |
| Huracán            | Buenos Aires  |
| Independiente      | Avellaneda    |
| Newell's Old Boys  | Rosario       |
| Platense           | Vicente López |
| Quilmes            | Quilmes       |
| Racing Club        | Avellaneda    |
| River Plate        | Buenos Aires  |
| Rosario Central    | Rosario       |
| San Lorenzo        | Buenos Aires  |
| Unión              | Santa Fe      |
| Vélez Sarsfield    | Buenos Aires  |

### Distribución geográfica de los equipos
| Región                 | Cant. | Equipos                                                                                                  |
| ---------------------- | ----- | --- |
| Ciudad de Buenos Aires | 8     | All Boys, Argentinos Juniors, Atlanta, Boca Juniors, Huracán, River Plate, San Lorenzo y Vélez Sarsfield |
| Conurbano bonaerense   | 7     | Banfield, Chacarita Juniors, Estudiantes (BA), Independiente, Platense, Quilmes y Racing Club            |
| Provincia de Santa Fe  | 4     | Colón, Newell's Old Boys, Rosario Central y Unión                                                        |
| Ciudad de La Plata     | 2     | Estudiantes (LP) y Gimnasia y Esgrima                                                                    |

## Tabla de posiciones final
| Pos. | Equipo                  | Pts. | PJ | PG | PE | PP | GF | GC | Dif. |
| ---- | ----------------------- | ---- | -- | -- | -- | -- | -- | -- | ---- |
| 1.º  | Quilmes                 | 54   | 40 | 22 | 10 | 8  | 53 | 41 | 12   |
| 2.º  | Boca Juniors            | 53   | 40 | 20 | 13 | 7  | 58 | 45 | 13   |
| 3.º  | Unión                   | 52   | 40 | 20 | 12 | 8  | 58 | 36 | 22   |
| 4.º  | San Lorenzo             | 47   | 40 | 17 | 13 | 10 | 47 | 41 | 6    |
| 5.º  | Argentinos Juniors      | 46   | 40 | 17 | 12 | 11 | 66 | 52 | 14   |
| 6.º  | River Plate             | 45   | 40 | 16 | 13 | 11 | 59 | 47 | 12   |
| 7.º  | Newell's Old Boys       | 44   | 40 | 14 | 16 | 10 | 52 | 36 | 16   |
| 8.º  | Independiente           | 43   | 40 | 15 | 13 | 12 | 69 | 54 | 15   |
| 9.º  | Racing Club             | 42   | 40 | 15 | 12 | 13 | 58 | 46 | 12   |
| 10.º | Rosario Central         | 42   | 40 | 13 | 16 | 11 | 43 | 32 | 11   |
| 11.º | Gimnasia y Esgrima (LP) | 40   | 40 | 11 | 18 | 11 | 41 | 44 | −3   |
| 12.º | Colón                   | 39   | 40 | 14 | 11 | 15 | 60 | 59 | 1    |
| 13.º | Atlanta                 | 37   | 40 | 10 | 17 | 13 | 49 | 56 | −7   |
| 14.º | Estudiantes (LP)        | 36   | 40 | 13 | 10 | 17 | 59 | 51 | 8    |
| 15.º | Huracán                 | 35   | 40 | 11 | 13 | 16 | 47 | 46 | 1    |
| 16.º | Vélez Sarsfield         | 35   | 40 | 10 | 15 | 15 | 35 | 39 | −4   |
| 17.º | All Boys                | 31   | 40 | 10 | 11 | 19 | 34 | 58 | −24  |
| 18.º | Chacarita Juniors       | 31   | 40 | 11 | 9  | 20 | 39 | 69 | −30  |
| 19.º | Platense                | 30   | 40 | 8  | 14 | 18 | 41 | 63 | −22  |
| 20.º | Banfield                | 29   | 40 | 7  | 15 | 18 | 43 | 66 | −23  |
| 21.º | Estudiantes (BA)        | 29   | 40 | 8  | 13 | 19 | 43 | 73 | −30  |

|  | Campeón.                         |
|  | Descendió a la Segunda División. |

### Evolución de las posiciones
| Equipo                  | 01 | 02 | 03 | 04 | 05 | 06 | 07 | 08 | 09 | 10 | 11 | 12 | 13 | 14 | 15 | 16 | 17 | 18 | 19 | 20 | 21 | 22 | 23 | 24 | 25 | 26 | 27 | 28 | 29 | 30 | 31 | 32 | 33 | 34 | 35 | 36 | 37 | 38 | 39 | 40 | 41 | 42 |
| ----------------------- | -- | -- | -- | -- | -- | -- | -- | -- | -- | -- | -- | -- | -- | -- | -- | -- | -- | -- | -- | -- | -- | -- | -- | -- | -- | -- | -- | -- | -- | -- | -- | -- | -- | -- | -- | -- | -- | -- | -- | -- | -- | -- |
| Quilmes                 | 1  | 1  | 10 | 8  | 13 | 12 | 14 | 11 | 12 | 11 | 8  | 7  | 7  | 5  | 6  | 3  | 5  | 5  | 3  | 2  | 3  | 5  | 5  | 4  | 5  | 3  | 4  | 3  | 3  | 2  | 2  | 2  | 2  | 2  | 2  | 2  | 2  | 2  | 2  | 2  | 1  | 1  |
| Boca Juniors            | 12 | 18 | 11 | 7  | 4  | 10 | 6  | 6  | 9  | 5  | 5  | 4  | 3  | 2  | 1  | 1  | 1  | 1  | 1  | 1  | 1  | 1  | 2  | 1  | 1  | 1  | 1  | 1  | 1  | 1  | 1  | 1  | 1  | 1  | 1  | 1  | 1  | 1  | 1  | 1  | 2  | 2  |
| Unión                   | 1  | 12 | 6  | 4  | 2  | 2  | 2  | 2  | 1  | 1  | 3  | 6  | 6  | 7  | 8  | 8  | 8  | 8  | 8  | 9  | 9  | 11 | 10 | 13 | 9  | 8  | 6  | 7  | 7  | 5  | 9  | 7  | 6  | 3  | 4  | 3  | 3  | 3  | 3  | 3  | 3  | 3  |
| San Lorenzo             | 16 | 7  | 14 | 15 | 15 | 17 | 19 | 19 | 20 | 18 | 19 | 18 | 17 | 13 | 16 | 17 | 17 | 16 | 17 | 17 | 13 | 12 | 11 | 9  | 10 | 12 | 12 | 12 | 13 | 11 | 10 | 9  | 8  | 8  | 8  | 7  | 6  | 6  | 7  | 6  | 5  | 4  |
| Argentinos Juniors      | 16 | 10 | 4  | 10 | 16 | 14 | 16 | 17 | 13 | 12 | 12 | 12 | 16 | 15 | 12 | 12 | 12 | 12 | 11 | 12 | 15 | 13 | 13 | 10 | 8  | 9  | 8  | 9  | 8  | 10 | 8  | 6  | 7  | 6  | 5  | 5  | 5  | 5  | 5  | 5  | 4  | 5  |
| River Plate             | 1  | 13 | 9  | 12 | 5  | 7  | 5  | 3  | 3  | 3  | 1  | 1  | 1  | 1  | 2  | 2  | 3  | 3  | 6  | 6  | 6  | 6  | 6  | 6  | 7  | 7  | 9  | 10 | 10 | 12 | 11 | 11 | 9  | 10 | 9  | 6  | 8  | 7  | 8  | 8  | 7  | 6  |
| Newell's Old Boys       | 6  | 8  | 15 | 16 | 7  | 4  | 4  | 4  | 4  | 6  | 6  | 5  | 4  | 6  | 3  | 4  | 2  | 2  | 2  | 3  | 4  | 3  | 3  | 5  | 3  | 4  | 5  | 5  | 5  | 7  | 5  | 4  | 3  | 4  | 3  | 4  | 4  | 4  | 4  | 4  | 6  | 7  |
| Independiente           | 16 | 20 | 20 | 17 | 18 | 13 | 7  | 9  | 6  | 8  | 7  | 8  | 8  | 10 | 10 | 9  | 11 | 11 | 10 | 11 | 11 | 10 | 12 | 7  | 6  | 6  | 7  | 6  | 6  | 4  | 6  | 5  | 5  | 7  | 7  | 9  | 7  | 8  | 6  | 7  | 9  | 8  |
| Racing Club             | 1  | 1  | 1  | 1  | 1  | 1  | 1  | 1  | 2  | 2  | 4  | 2  | 2  | 4  | 4  | 7  | 7  | 4  | 4  | 4  | 2  | 2  | 1  | 2  | 2  | 2  | 2  | 2  | 2  | 3  | 3  | 3  | 4  | 5  | 6  | 8  | 9  | 9  | 9  | 9  | 10 | 9  |
| Rosario Central         | 12 | 11 | 3  | 9  | 5  | 5  | 8  | 6  | 7  | 7  | 9  | 9  | 10 | 9  | 9  | 10 | 10 | 10 | 12 | 8  | 8  | 8  | 8  | 11 | 12 | 11 | 11 | 11 | 9  | 8  | 12 | 12 | 12 | 12 | 12 | 11 | 11 | 11 | 10 | 10 | 8  | 10 |
| Gimnasia y Esgrima (LP) | 5  | 1  | 2  | 2  | 3  | 3  | 3  | 5  | 5  | 4  | 2  | 3  | 5  | 3  | 5  | 5  | 4  | 6  | 5  | 5  | 5  | 4  | 4  | 3  | 4  | 5  | 3  | 4  | 4  | 6  | 4  | 8  | 10 | 9  | 10 | 10 | 10 | 10 | 11 | 11 |    | 11 |
| Colón                   | 16 | 6  | 13 | 14 | 14 | 19 | 11 | 10 | 10 | 9  | 11 | 10 | 9  | 8  | 7  | 6  | 6  | 7  | 7  | 7  | 7  | 7  | 7  | 8  | 11 | 10 | 10 | 8  | 11 | 13 | 13 | 13 | 14 | 15 | 16 | 13 | 12 | 12 | 12 | 12 | 12 | 12 |
| Atlanta                 | 6  | 16 | 18 | 19 | 21 | 21 | 20 | 20 | 18 | 14 | 14 | 14 | 18 | 16 | 14 | 13 | 14 | 14 | 14 | 16 | 12 | 14 | 14 | 14 | 14 | 14 | 14 | 14 | 14 | 15 | 14 | 14 | 13 | 13 | 13 | 14 | 13 | 13 | 13 | 13 | 13 | 13 |
| Estudiantes (LP)        | 20 | 21 | 21 | 21 | 19 | 16 | 18 | 16 | 19 | 20 | 20 | 20 | 19 | 20 | 20 | 20 | 18 | 17 | 16 | 15 | 14 | 15 | 15 | 15 | 16 | 15 | 13 | 13 | 12 | 9  | 7  | 10 | 11 | 11 | 11 | 12 | 14 | 15 | 15 | 15 | 14 | 14 |
| Huracán                 | 8  | 4  | 5  | 3  | 9  | 6  | 9  | 8  | 8  | 10 | 10 | 11 | 11 | 11 | 13 | 14 | 13 | 13 | 13 | 13 | 16 | 16 | 17 | 17 | 18 | 17 | 17 | 17 | 16 | 14 | 15 | 15 | 15 | 14 | 14 | 15 | 15 | 14 | 14 | 14 | 15 | 15 |
| Vélez Sarsfield         | 12 | 5  | 8  | 6  | 10 | 9  | 13 | 12 | 14 | 13 | 13 | 13 | 12 | 12 | 11 | 11 | 9  | 9  | 9  | 10 | 10 | 9  | 9  | 12 | 13 | 13 | 15 | 15 | 15 | 16 | 16 | 16 | 16 | 16 | 15 | 16 | 16 | 16 | 16 | 16 | 16 | 16 |
| All Boys                | 8  | 17 | 17 | 18 | 17 | 18 | 12 | 14 | 17 | 19 | 17 | 19 | 20 | 19 | 19 | 19 | 20 | 20 | 20 | 20 | 20 | 20 | 18 | 18 | 15 | 16 | 16 | 18 | 18 | 18 | 18 | 18 | 19 | 19 | 18 | 17 | 17 | 17 | 17 | 17 | 17 | 17 |
| Chacarita Juniors       | 8  | 14 | 19 | 20 | 20 | 20 | 21 | 21 | 21 | 21 | 21 | 21 | 21 | 21 | 21 | 21 | 21 | 21 | 21 | 21 | 21 | 21 | 21 | 21 | 21 | 20 | 20 | 19 | 19 | 19 | 19 | 19 | 18 | 17 | 17 | 18 | 19 | 18 | 19 | 18 | 18 | 18 |
| Platense                | 12 | 19 | 12 | 13 | 11 | 8  | 10 | 13 | 16 | 17 | 18 | 17 | 15 | 18 | 18 | 18 | 19 | 19 | 19 | 19 | 19 | 19 | 20 | 20 | 20 | 21 | 21 | 21 | 20 | 20 | 20 | 20 | 20 | 20 | 20 | 20 | 20 | 20 | 20 | 20 | 20 | 19 |
| Banfield                | 8  | 8  | 7  | 5  | 12 | 11 | 15 | 15 | 11 | 16 | 16 | 15 | 14 | 14 | 17 | 15 | 15 | 15 | 15 | 14 | 17 | 17 | 16 | 16 | 17 | 18 | 18 | 16 | 17 | 17 | 17 | 17 | 17 | 18 | 19 | 19 | 18 | 19 | 18 | 19 | 19 | 20 |
| Estudiantes (BA)        | -  | 14 | 16 | 11 | 8  | 15 | 17 | 18 | 15 | 15 | 15 | 16 | 13 | 17 | 15 | 16 | 16 | 18 | 18 | 18 | 18 | 18 | 19 | 19 | 19 | 19 | 19 | 20 | 21 | 21 | 21 | 21 | 21 | 21 | 21 | 21 | 21 | 21 | 21 | 21 | 21 | 21 |

## Descensos y ascensos
Estudiantes (BA) y Banfield descendieron a Primera B. Con el ascenso de Ferro Carril Oeste, que inmediatamente tomó parte del Torneo Nacional 1978, el número de equipos participantes del Campeonato Metropolitano 1979 disminuyó a 20.

## Resultados
| Todos los partidos disputados | |
| --- | --- |
| Fecha 1 5 de marzo - All Boys 1 - Huracán 1 - River Plate 2 - Argentinos Juniors 1 - Rosario Central 0 - Platense 0 - Chacarita Juniors 1 - Banfield 1 - San Lorenzo 1 - Quilmes 2 - Atlanta 2 - Newell's Old Boys 2 - Gimnasia y Esgrima (LP) 1 - Estudiantes (LP) 0 - Racing Club 2 - Independiente 1 - Boca Juniors 0 - Vélez Sarsfield 0 Fecha 2 10 de marzo - Argentinos Juniors 1 - Boca Juniors 0 12 de marzo - Vélez Sarsfield 1 - Atlanta 0 - Platense 2 - San Lorenzo 4 - Huracán 3 - Unión 1 - Newell's Old Boys 1 - Estudiantes (BA) 1 - Estudiantes (LP) 0 - Racing Club 1 - Colón 5 - River Plate 2 - Banfield 2 - Rosario Central 2 - Independiente 1 - Gimnasia y Esgrima (LP) 2 - Quilmes 1 - All Boys 0 Fecha 3 16 de marzo - Boca Juniors 1 - Colón 0 - San Lorenzo 1 - Banfield 2 - Estudiantes (BA) 1 - Vélez Sarsfield 1 - River Plate 3 - Estudiantes (LP) 1 - Gimnasia y Esgrima (LP) 1 - Huracán 1 - Racing Club 3 - Independiente 2 - Unión 3 - Quilmes 1 - Rosario Central 4 - Chacarita Juniors 0 - Atlanta 2 - Argentinos Juniors 5 - All Boys 0 - Platense 1 Fecha 4 20 de marzo - Estudiantes (LP) 0 - Boca Juniors 1 - Vélez Sarsfield 1 - Newell's Old Boys 1 - Argentinos Juniors 3 - Estudiantes (BA) 4 - Colón 0 - Atlanta 0 - Quilmes 0 - Gimnasia y Esgrima (LP) 0 - Banfield 2 - All Boys 2 - Chacarita Juniors 1 - San Lorenzo 1 - Huracán 0 - Racing Club 0 - Independiente 4 - River Plate 3 - Platense 3 - Unión 3 Fecha 5 22 de marzo - San Lorenzo 0 - Rosario Central 0 23 de marzo - Boca Juniors 1 - Independiente 1 - Atlanta 0 - Estudiantes (LP) 4 - All Boys 1 - Chacarita Juniors 0 - Unión 4 - Banfield 1 - Gimnasia y Esgrima (LP) 0 - Platense 0 - Newell's Old Boys 3 - Argentinos Juniors 0 - Racing Club 4 - Quilmes 1 - River Plate 3 - Huracán 2 - Estudiantes (BA) 2 - Colón 2 Fecha 6 25 de marzo - Platense 3 - Racing Club 2 26 de marzo - Huracán 3 - Boca Juniors 1 - Estudiantes (LP) 3 - Estudiantes (BA) 1 - Banfield 1 - Gimnasia y Esgrima (LP) 1 - Chacarita Juniors 0 - Unión 0 - Colón 1 - Newell's Old Boys 5 - Argentinos Juniors 1 - Vélez Sarsfield 1 - Independiente 6 - Atlanta 1 - Quilmes 1 - River Plate 1 - Rosario Central 2 - All Boys 1 Fecha 7 31 de marzo - Estudiantes (BA) 0 - Independiente 4 2 de abril - Boca Juniors 2 - Quilmes 1 - Atlanta 3 - Huracán 0 - Newell's Old Boys 1 - Estudiantes (LP) 0 - Gimnasia y Esgrima (LP) 1 - Chacarita Juniors 0 - Unión 1 - Rosario Central 0 - All Boys 1 - San Lorenzo 0 - Racing Club 4 - Banfield 1 - River Plate 4 - Platense 1 - Vélez Sarsfield 0 - Colón 2 Fecha 8 7 de abril - Platense 2 - Boca Juniors 3 9 de abril - Rosario Central 1 - Gimnasia y Esgrima (LP) 0 - Huracán 2 - Estudiantes (BA) 1 - Estudiantes (LP) 1 - Vélez Sarsfield 1 - Colón 3 - Argentinos Juniors 1 - Independiente 0 - Newell's Old Boys 0 - San Lorenzo 0 - Unión 2 - Chacarita Juniors 0 - Racing Club 1 - Banfield 1 - River Plate 2 - Quilmes 3 - Atlanta 2 Fecha 9 14 de abril - River Plate 4 - Chacarita Juniors 1 16 de abril - Boca Juniors 0 - Banfield 3 - Gimnasia y Esgrima (LP) 0 - San Lorenzo 0 - Atlanta 4 - Platense 0 - Argentinos Juniors 1 - Estudiantes (LP) 0 - Unión 2 - All Boys 0 - Racing Club 0 - Rosario Central 0 - Newell's Old Boys 1 - Huracán 1 - Vélez Sarsfield 2 - Independiente 4 - Estudiantes (BA) 2 - Quilmes 1 Fecha 10 21 de abril - Quilmes 2 - Newell's Old Boys 1 23 de abril - Chacarita Juniors 0 - Boca Juniors 1 - Platense 1 - Estudiantes (BA) 1 - All Boys 0 - Gimnasia y Esgrima (LP) 1 - Estudiantes (LP) 1 - Colón 2 - Huracán 0 - Vélez Sarsfield 1 - San Lorenzo 2 - Racing Club 1 - Independiente 1 - Argentinos Juniors 3 - Rosario Central 0 - River Plate 0 - Banfield 0 - Atlanta 3 Fecha 11 26 de abril - Boca Juniors 2 - Rosario Central 1 - Estudiantes (BA) 1 - Banfield 1 - Vélez Sarsfield 1 - Quilmes 2 - Atlanta 0 - Chacarita Juniors 0 - Newell's Old Boys 2 - Platense 0 - Gimnasia y Esgrima (LP) 1 - Unión 0 - Colón 1 - Independiente 2 - Racing Club 0 - All Boys 1 - River Plate 2 - San Lorenzo 0 - Argentinos Juniors 0 - Huracán 0 Fecha 12 30 de abril - San Lorenzo 3 - Boca Juniors 3 - Rosario Central 0 - Atlanta 0 - Banfield 1 - Newell's Old Boys 1 - Chacarita Juniors 3 - Estudiantes (BA) 1 - Platense 1 - Vélez Sarsfield 1 - Quilmes 2 - Argentinos Juniors 0 - Huracán 1 - Colón 2 - Unión 3 - Racing Club 4 - All Boys 2 - River Plate 5 - Independiente 1 - Estudiantes (LP) 1 Fecha 13 7 de mayo - Estudiantes (LP) 3 - Huracán 2 - Atlanta 0 - San Lorenzo 1 - River Plate 0 - Unión 0 - Vélez Sarsfield 1 - Banfield 1 - Racing Club 2 - Gimnasia y Esgrima (LP) 2 - Estudiantes (BA) 2 - Rosario Central 0 - Argentinos Juniors 1 - Platense 2 - Colón 3 - Quilmes 3 - Newell's Old Boys 4 - Chacarita Juniors 0 - Boca Juniors 3 - All Boys 0 Fecha 14 14 de mayo - Unión 0 - Boca Juniors 1 - Quilmes 1 - Estudiantes (LP) 0 - Platense 1 - Colón 3 - Banfield 2 - Argentinos Juniors 2 - Chacarita Juniors 0 - Vélez Sarsfield 1 - Rosario Central 3 - Newell's Old Boys 1 - San Lorenzo 1 - Estudiantes (BA) 0 - All Boys 0 - Atlanta 0 - Gimnasia y Esgrima (LP) 2 - River Plate 1 - Huracán 1 - Independiente 0 Fecha 15 21 de mayo - Vélez Sarsfield 0 - Rosario Central 0 - River Plate 0 - Racing Club 0 - Boca Juniors 2 - Gimnasia y Esgrima (LP) 1 - Estudiantes (LP) 1 - Platense 1 - Independiente 1 - Quilmes 1 - Atlanta 2 - Unión 1 - Argentinos Juniors 5 - Chacarita Juniors 0 - Colón 4 - Banfield 1 - Newell's Old Boys 4 - San Lorenzo 1 - Estudiantes (BA) 1 - All Boys 1 Fecha 16 2 de julio - Racing Club 1 - Boca Juniors 2 - Rosario Central 0 - Argentinos Juniors 0 - Banfield 1 - Estudiantes (LP) 1 - San Lorenzo 0 - Vélez Sarsfield 1 - All Boys 0 - Newell's Old Boys 0 - Chacarita Juniors 1 - Colón 1 - Gimnasia y Esgrima (LP) 3 - Atlanta 3 - Platense 1 - Independiente 2 - Quilmes 1 - Huracán 0 - Unión 2 - Estudiantes (BA) 1 Fecha 17 12 de julio - Boca Juniors 1 - River Plate 0 - Vélez Sarsfield 3 - All Boys 0 - Argentinos Juniors 1 - San Lorenzo 1 - Independiente 2 - Banfield 3 - Estudiantes (LP) 4 - Chacarita Juniors 0 - Atlanta 1 - Racing Club 1 - Huracán 2 - Platense 1 - Colón 0 - Rosario Central 0 - Newell's Old Boys 0 - Unión 0 - Estudiantes (BA) 0 - Gimnasia y Esgrima (LP) 0 Fecha 18 16 de julio - Banfield 0 - Huracán 0 - Gimnasia y Esgrima (LP) 1 - Newell's Old Boys 3 - Rosario Central 1 - Estudiantes (LP) 1 - River Plate 2 - Atlanta 2 - Platense 1 - Quilmes 1 - Chacarita Juniors 3 - Independiente 2 - Racing Club 5 - Estudiantes (BA) 2 - San Lorenzo 2 - Colón 1 - All Boys 1 - Argentinos Juniors 1 - Unión 0 - Vélez Sarsfield 0 Fecha 19 23 de julio - Argentinos Juniors 5 - Unión 2 - Colón 2 - All Boys 0 - Atlanta 1 - Boca Juniors 1 - Quilmes 1 - Banfield 0 - Vélez Sarsfield 0 - Gimnasia y Esgrima (LP) 1 - Independiente 1 - Rosario Central 0 - Estudiantes (LP) 2 - San Lorenzo 1 - Huracán 4 - Chacarita Juniors 1 - Newell's Old Boys 2 - Racing Club 2 - Estudiantes (BA) 1 - River Plate 0 Fecha 20 28 de julio - Boca Juniors 4 - Estudiantes (BA) 0 30 de julio - Chacarita Juniors 2 - Quilmes 3 - Rosario Central 2 - Huracán 0 - San Lorenzo 3 - Independiente 2 - All Boys 1 - Estudiantes (LP) 2 - Unión 1 - Colón 1 - Gimnasia y Esgrima (LP) 1 - Argentinos Juniors 0 - Racing Club 3 - Vélez Sarsfield 1 - River Plate 1 - Newell's Old Boys 1 - Banfield 1 - Platense 0 Fecha 21 6 de agosto - Platense 1 - Chacarita Juniors 1 - Newell's Old Boys 1 - Boca Juniors 1 - Colón 0 - Gimnasia y Esgrima (LP) 0 - Quilmes 0 - Rosario Central 0 7 de agosto - Independiente 1 - All Boys 1 - Estudiantes (LP) 1 - Unión 1 - Huracán 2 - San Lorenzo 3 - Argentinos Juniors 2 - Racing Club 4 - Vélez Sarsfield 0 - River Plate 0 - Estudiantes (BA) 2 - Atlanta 3 Fecha 22 9 de agosto - Vélez Sarsfield 4 - Boca Juniors 0 - Newell's Old Boys 0 - Atlanta 0 - Estudiantes (LP) 1 - Gimnasia y Esgrima (LP) 1 - Platense 0 - Rosario Central 0 - Banfield 1 - Chacarita Juniors 2 - Quilmes 0 - San Lorenzo 1 - Colón 1 - Racing Club 2 - Independiente 2 - Unión 0 - Argentinos Juniors 2 - River Plate 1 - Huracán 0 - All Boys 1 Fecha 23 13 de agosto - Racing Club 1 - Estudiantes (LP) 0 - Gimnasia y Esgrima (LP) 1 - Independiente 1 - River Plate 1 - Colón 0 - Rosario Central 1 - Banfield 1 - All Boys 3 - Quilmes 1 - Atlanta 0 - Vélez Sarsfield 0 - Estudiantes (BA) 1 - Newell's Old Boys 1 - Boca Juniors 1 - Argentinos Juniors 1 - San Lorenzo 2 - Platense 0 - Unión 1 - Huracán 0 Fecha 24 17 de agosto - Vélez Sarsfield 0 - Estudiantes (BA) 1 - Chacarita Juniors 2 - Rosario Central 0 - Banfield 1 - San Lorenzo 1 - Platense 0 - All Boys 1 - Quilmes 1 - Unión 0 - Huracán 2 - Gimnasia y Esgrima (LP) 2 - Independiente 1 - Racing Club 0 - Estudiantes (LP) 0 - River Plate 0 - Argentinos Juniors 2 - Atlanta 0 - Colón 2 - Boca Juniors 2 Fecha 25 19 de agosto - San Lorenzo 0 - Chacarita Juniors 0 20 de agosto - Gimnasia y Esgrima (LP) 1 - Quilmes 1 - Estudiantes (BA) 0 - Argentinos Juniors 2 - Atlanta 3 - Colón 1 - River Plate 1 - Independiente 2 - All Boys 2 - Banfield 0 - Racing Club 1 - Huracán 0 - Unión 3 - Platense 2 - Newell's Old Boys 3 - Vélez Sarsfield 2 - Boca Juniors 3 - Estudiantes (LP) 1 Fecha 26 27 de agosto - Independiente 1 - Boca Juniors 1 - Argentinos Juniors 0 - Newell's Old Boys 0 - Rosario Central 1 - San Lorenzo 0 - Chacarita Juniors 1 - All Boys 0 - Banfield 0 - Unión 1 - Estudiantes (LP) 3 - Atlanta 0 - Platense 0 - Gimnasia y Esgrima (LP) 0 - Quilmes 2 - Racing Club 0 - Huracán 1 - River Plate 1 - Colón 1 - Estudiantes (BA) 0 Fecha 27 30 de agosto - Boca Juniors 1 - Huracán 0 - Newell's Old Boys 1 - Colón 2 - Estudiantes (BA) 1 - Estudiantes (LP) 3 - Atlanta 1 - Independiente 1 - River Plate 1 - Quilmes 1 - Racing Club 3 - Platense 0 - Gimnasia y Esgrima (LP) 2 - Banfield 0 - Unión 1 - Chacarita Juniors 0 - All Boys 0 - Rosario Central 3 - Vélez Sarsfield 0 - Argentinos Juniors 2 Fecha 28 1 de septiembre - Independiente 2 - Estudiantes (BA) 1 3 de septiembre - Quilmes 0 - Boca Juniors 0 - Banfield 1 - Racing Club 0 - Colón 1 - Vélez Sarsfield 1 - San Lorenzo 4 - All Boys 2 - Chacarita Juniors 1 - Gimnasia y Esgrima (LP) 0 - Huracán 0 - Atlanta 0 - Rosario Central 2 - Unión 2 - Estudiantes (LP) 2 - Newell's Old Boys 0 - Platense 1 - River Plate 0 Fecha 29 10 de septiembre - Boca Juniors 1 - Platense 1 - Vélez Sarsfield 1 - Estudiantes (LP) 2 - Newell's Old Boys 1 - Independiente 1 - Estudiantes (BA) 0 - Huracán 5 - Atlanta 0 - Quilmes 1 - River Plate 0 - Banfield 0 - Racing Club 2 - Chacarita Juniors 2 - Gimnasia y Esgrima (LP) 0 - Rosario Central 2 - Unión 0 - San Lorenzo 0 - Argentinos Juniors 2 - Colón 1 Fecha 30 13 de septiembre - Banfield 1 - Boca Juniors 3 - Rosario Central 1 - Racing Club 1 14 de septiembre - All Boys 0 - Unión 0 - Quilmes 1 - Estudiantes (BA) 0 - Estudiantes (LP) 2 - Argentinos Juniors 1 - Platense 1 - Atlanta 0 - Independiente 2 - Vélez Sarsfield 0 - Huracán 1 - Newell's Old Boys 0 - San Lorenzo 2 - Gimnasia y Esgrima (LP) 0 - Chacarita Juniors 2 - River Plate 1 Fecha 31 16 de septiembre - Boca Juniors 4 - Chacarita Juniors 3 18 de septiembre - Newell's Old Boys 2 - Quilmes 1 - Vélez Sarsfield 0 - Huracán 0 - Estudiantes (BA) 2 - Platense 1 - Atlanta 2 - Banfield 1 - Colón 1 - Estudiantes (LP) 4 - Argentinos Juniors 4 - Independiente 1 - River Plate 3 - Rosario Central 0 - Racing Club 0 - San Lorenzo 1 - Gimnasia y Esgrima (LP) 3 - Newell's Old Boys 2 Fecha 32 20 de septiembre - Rosario Central 0 - Boca Juniors 1 - Platense 1 - Newell's Old Boys 2 - San Lorenzo 1 - River Plate 1 - Independiente 3 - Colón 1 - Banfield 3 - Estudiantes (BA) 2 - All Boys 1 - Racing Club 0 - Huracán 1 - Argentinos Juniors 2 - Quilmes 1 - Vélez Sarsfield 0 - Unión 1 - Gimnasia y Esgrima (LP) 0 - Chacarita Juniors 1 - Atlanta 1 Fecha 33 22 de septiembre - Boca Juniors 1 - San Lorenzo 3 - Estudiantes (BA) 1 - Chacarita Juniors 2 - Vélez Sarsfield 1 - Platense 0 - Atlanta 1 - Rosario Central 0 - River Plate 4 - All Boys 0 - Newell's Old Boys 2 - Banfield 0 - Racing Club 0 - Unión 1 - Argentinos Juniors 1 - Quilmes 1 24 de septiembre - Colón 0 - Huracán 2 - Estudiantes (LP) 1 - Independiente 1 Fecha 34 27 de septiembre - All Boys 0 - Boca Juniors 0 - Unión 5 - River Plate 0 - San Lorenzo 2 - Atlanta 2 - Rosario Central 3 - Estudiantes (BA) 0 - Chacarita Juniors 1 - Newell's Old Boys 0 - Banfield 0 - Vélez Sarsfield 1 - Platense 2 - Argentinos Juniors 2 - Quilmes 1 - Colón 0 - Huracán 3 - Estudiantes (LP) 2 - Gimnasia y Esgrima (LP) 0 - Racing Club 0 Fecha 35 29 de septiembre - Boca Juniors 0 - Unión 0 1 de octubre - Estudiantes (BA) 0 - San Lorenzo 0 - Independiente 1 - Huracán 1 - Newell's Old Boys 3 - Rosario Central 1 - River Plate 3 - Gimnasia y Esgrima (LP) 2 - Argentinos Juniors 3 - Banfield 2 - Vélez Sarsfield 5 - Chacarita Juniors 1 - Estudiantes (LP) 1 - Quilmes 2 - Atlanta 1 - All Boys 1 Fecha 36 6 de octubre - Racing Club 0 - River Plate 1 7 de octubre - Platense 4 - Estudiantes (LP) 3 8 de octubre - Gimnasia y Esgrima (LP) 3 - Boca Juniors 2 - Quilmes 1 - Independiente 0 - Banfield 1 - Colón 4 - Unión 2 - Atlanta 0 - Rosario Central 3 - Vélez Sarsfield 0 - San Lorenzo 0 - Newell's Old Boys 0 - Chacarita Juniors 2 - Argentinos Juniors 3 - All Boys 1 - Estudiantes (BA) 1 Fecha 37 11 de octubre - Boca Juniors 3 - Racing Club 2 - Independiente 1 - Platense 1 - Estudiantes (LP) 1 - Banfield 2 - Colón 3 - Chacarita Juniors 0 - Argentinos Juniors 1 - Rosario Central 0 - Vélez Sarsfield 0 - San Lorenzo 0 - Newell's Old Boys 1 - All Boys 0 - Estudiantes (BA) 1 - Unión 4 - Atlanta 2 - Gimnasia y Esgrima (LP) 0 - Huracán 3 - Quilmes 1 Fecha 38 13 de octubre - Racing Club 1 - Atlanta 1 15 de octubre - River Plate 1 - Boca Juniors 0 - Unión 1 - Newell's Old Boys 0 - All Boys 2 - Vélez Sarsfield 1 - Gimnasia y Esgrima (LP) 2 - Estudiantes (BA) 2 - Chacarita Juniors 2 - Estudiantes (LP) 0 - Platense 0 - Huracán 0 - Banfield 1 - Independiente 1 - Rosario Central 2 - Colón 0 16 de octubre - San Lorenzo 2 - Argentinos Juniors 0 Fecha 39 18 de octubre - Atlanta 2 - River Plate 1 - Estudiantes (LP) 2 - Rosario Central 2 - Vélez Sarsfield 0 - Unión 1 - Estudiantes (BA) 2 - Racing Club 1 - Argentinos Juniors 1 - All Boys 0 - Huracán 2 - Banfield 2 - Colón 2 - San Lorenzo 0 - Independiente 4 - Chacarita Juniors 0 - Quilmes 3 - Platense 1 - Newell's Old Boys 2 - Gimnasia y Esgrima (LP) 1 Fecha 40 22 de octubre - Boca Juniors 3 - Atlanta 2 - Gimnasia y Esgrima (LP) 1 - Vélez Sarsfield 2 - San Lorenzo 1 - Estudiantes (LP) 0 - Banfield 0 - Quilmes 1 - Unión 2 - Argentinos Juniors 1 - Rosario Central 3 - Independiente 1 - All Boys 3 - Colón 0 - River Plate 2 - Estudiantes (BA) 2 - Racing Club 2 - Newell's Old Boys 0 - Chacarita Juniors 2 - Huracán 0 Fecha 41 25 de octubre - Colón 1 - Unión 1 - Argentinos Juniors 1 - Gimnasia y Esgrima (LP) 1 - Huracán 0 - Rosario Central 1 - Independiente 1 - San Lorenzo 2 - Quilmes 2 - Chacarita Juniors 1 - Vélez Sarsfield 0 - Racing Club 0 - Platense 2 - Banfield 1 - Newell's Old Boys 0 - River Plate 1 - Estudiantes (LP) 5 - All Boys 1 - Estudiantes (BA) 0 - Boca Juniors 0 Fecha 42 27 de octubre - All Boys 1 - Independiente 4 28 de octubre - Gimnasia y Esgrima (LP) 2 - Colón 2 29 de octubre - Boca Juniors 1 - Newell's Old Boys 0 - Atlanta 1 - Estudiantes (BA) 2 - Chacarita Juniors 0 - Platense 1 - Racing Club 2 - Argentinos Juniors 2 - San Lorenzo 2 - Huracán 1 - Unión 3 - Estudiantes (LP) 0 - River Plate 1 - Vélez Sarsfield 0 - Rosario Central 2 - Quilmes 3 | |
| | Este artículo o sección sobre fútbol necesita ser wikificado, por favor, edítalo para que cumpla con las convenciones de estilo.Este aviso fue puesto el 16 de agosto de 2013. |

## Goleadores
| Jugador              | Jugador          | Goles | Equipo             |
| -------------------- | ---------------- | ----- | ------------------ |
| Bandera de Argentina | Luis Andreuchi   | 21    | Quilmes            |
| Bandera de Argentina | Diego Maradona   | 21    | Argentinos Juniors |
| Bandera de Argentina | Norberto Outes   | 20    | Independiente      |
| Bandera de Argentina | Roque Avallay    | 17    | Racing Club        |
| Bandera de Argentina | Omar Atondo      | 16    | Atlanta            |
| Bandera de Argentina | Sergio Fortunato | 16    | Estudiantes (LP)   |